# Колдин, Юрий Юрьевич
Юрий Юрьевич Колдин (род. 1 ноября 1983, Сасово, Рязанская область) — российский легкоатлет, мастер спорта международного класса, многократный зимний чемпион России, многократный призёр летних чемпионатов России в беге на средние дистанции. Клуб Динамо. Представляет параллельным зачётом Москву и Рязанскую область.

## Личные рекорды
|                    | Вид    | Время   | Место     | Дата            |
| Открытые           | 800 м  | 1:45.92 | Жуковский | 26 июня 2010    |
| Открытые           | 1500 м | 3:42.72 | Таллин    | 25 августа 2009 |
| Закрытые помещения | 800 м  | 1:46.36 | Москва    | 8 февраля 2008  |
| Закрытые помещения | 1000 м | 2:19.42 | Москва    | 1 февраля 2009  |
| Закрытые помещения | 1500 м | 3:41.96 | Москва    | 9 февраля 2008  |